# Урмерсбах
Урмерсбах (нем. Urmersbach) — община в Германии, в земле Рейнланд-Пфальц. 
Входит в состав района Кохем-Целль. Подчиняется управлению Кайзерзеш.  Население составляет 433 человека (на 31 декабря 2010 года). Занимает площадь 4,34 км².